# Angels (canción de The xx)
«Angels» —en español: «Ángeles»— es una canción del grupo de indie pop The xx, Lanzado como descarga digital el 17 de julio de 2012 por Young Turks. Fue el primer sencillo de su álbum de 2012 Coexist. La canción fue escrita por el guitarrista Romy Madley Croft, el bajista Oliver Sim, y el percusionista Jamie xx, que también produjo.
The xx se estrenó la canción el 14 de mayo de 2012 a su primer show en vivo desde giras en 2010. Tras su lanzamiento, «Angels» recibió críticas positivas de los críticos de música, quienes elogiaron el desempeño de Croft y el estilo musical minimalista de la canción. La canción fue remezclada por el músico electrónico Four Tet, cuya versión se emitió en la BBC Radio el 19 de septiembre.

## Versiones
En 2012, la banda británica Bastille versionó «Angels» junto con «No Scrubs» de TLC en un mash-up titulado «No Angels». El mash-up aparece como una de las once canciones en segundo mixtape de la banda, Other People's Heartache, Pt. 2.

## Lista de canciones
Descarga digital

| N.º | Título   | Escritor(es)                               | Productor | Duración |  |
| 1.  | «Angels» | Romy Madley Croft, Oliver Sim, Jamie Smith | Jamie xx  | 2:51     |  |

## Personal
Créditos adaptadas de Coexist notas.
- Romy Madley Croft – compositor, guitarra, voz
- Oliver Sim – bajo, compositor
- Jamie Smith – beats, compositor, ingeniero, mezcla, MPC, productor
- Rodaidh McDonald – mezcla
- Mandy Parnell – masterización

## Posicionamiento en listas
| Listas (2012)                                 | Mejor posición |
| --------------------------------------------- | -------------- |
| Australia (ARIA)                              | 46             |
| Bélgica (Flandes) (Ultratop 50)               | 29             |
| Bélgica (Valonia) (Ultratip Bubbling Under)   | 43             |
| Francia (SNEP)                                | 102            |
| Irlanda (IRMA)                                | 70             |
| Reino Unido (UK Indie Chart)                  | 2              |
| US Bubbling Under Hot 100 Singles (Billboard) | 3              |

## Historial de lanzamientos
| País            | Fecha               | Formato          | Discográfica               |
| --------------- | ------------------- | ---------------- | -------------------------- |
| Reino Unido     | 17 de julio de 2012 | Descarga digital | Young Turks, XL Recordings |
| Estados Unidos. | 17 de julio de 2012 | Descarga digital | Young Turks, XL Recordings |
| Japón           | 18 de julio de 2012 | Descarga digital | Young Turks, XL Recordings |